# Xyleutes
Xyleutes is een geslacht van vlinders uit de familie van de houtboorders (Cossidae) en de onderfamilie Zeuzerinae. De wetenschappelijke naam en de beschrijving van dit geslacht zijn voor het eerst gepubliceerd in 1820 door Jacob Hübner.
De soorten komen voor in Zuidoost-Azië.

## Soorten
- Xyleutes keyensis Strand, 1919
- Xyleutes persona (Le Guillou, 1841)
- Xyleutes strix (Linnaeus, 1758)